# We Are X (Original Motion Picture Soundtrack)
We Are X (Original Motion Picture Soundtrack) è la colonna sonora del film documentario We Are X, contenente brani della band metal giapponese X JAPAN. Nel disco sono presenti due brani inediti.

## Tracce
Testi e musiche di YOSHIKI - YOSHIKI.
1. La Venus (Acoustic Version) – 4:41
2. Kurenai (from The Last Live) – 5:39
3. Forever Love – 8:39
4. A Piano String in Es Dur – 1:51
5. Dahlia – 7:58
6. Crucify My Love – 4:33
7. Xclamation – 3:54 (HIDE, TAIJI)
8. Standing Sex – 4:46 – from X JAPAN Returns
9. Tears – 7:12
10. Longing -Setsubou No Yoru- – 5:12
11. Art of Life (3rd Movement) – 4:39
12. Endless Rain (from The Last Live) – 7:06
13. X (from The Last Live) – 6:36
14. Without You (Unplugged Version) – 6:01

CD bonus nell'edizione giapponese
1. Rusty Nail – 5:40 (YOSHIKI - YOSHIKI) – from Dahlia Tour Final
2. Forever Love – 8:03 (YOSHIKI - YOSHIKI) – from The Last Live